# فطائر القنوط
فطائر اليأس أو القُنوط هي فطائر في المطبخ الأمريكي مصنوعة باستخدام مكونات أساسية مثل الزبدة والسكر والبيض والدقيق والاستفادة من المكونات الأخرى المتوفرة لدى الطهاة لتحل محل المكونات التي كانت خارج الموسم أو باهظة الثمن. كانت هذه الفطائر أكثر شيوعًا قبل التبريد وحشوات الفطائر المعلبة وخلال أوقات الشدة مثل الكساد الكبير وتقنين الحرب العالمية الثانية.